# Новий Дзебалтув
Новий Дзебалтув (пол. Nowy Dziebałtów) — село в Польщі, у гміні Конське Конецького повіту Свентокшиського воєводства.
Населення — 553 особи (2011).
У 1975-1998 роках село належало до Келецького воєводства.

## Демографія
Демографічна структура на день 31 березня 2011 року:
|          | Загалом | Допрацездатний вік | Працездатний вік | Постпрацездатний вік |
| -------- | ------- | ------------------ | ---------------- | -------------------- |
| Чоловіки | 271     | 45                 | 200              | 26                   |
| Жінки    | 282     | 54                 | 170              | 58                   |
| Разом    | 553     | 99                 | 370              | 84                   |